# Estación Constitución (RER)
La Estación Constitución será una futura estación del Red de Expersos Regionales (RER) de la Ciudad de Buenos Aires.
- Datos: Q30907219